# 恩和森
恩和森（1925年—1989年12月18日），又名和中山，男，蒙古族，中国内蒙古自治区赤峰市巴林左旗人，中国电影表演艺术家，一级演员，曾任中国电影家协会理事。